# Simtek S951
O S951 é um modelo da Simtek na temporada de 1995 da F1. Foi guiado por Domenico Schiattarella e Jos Verstappen. Faltava dinheiro na equipe, mas o bólido tinha um poder aerodinâmico muito bom, tanto que, no GP da Argentina, Verstappen chegou a lutar com uma Ferrari pelo 6º lugar até abandonar a corrida por problemas mecânicos. Foi o último carro da equipe, sendo que, na 5ª etapa, o GP de Mônaco, ela deixou a F1, depois dos câmbios dos dois carros quebrarem.

## Resultados[1]
(legenda) 
| Ano  | Chassi | Motor       | Pneus | N° | Pilotos                | 1   | 2   | 3   | 4   | 5   | 6   | 7   | 8   | 9   | 10  | 11  | 12  | 13  | 14  | 15  | 16  | 17  | Pontos | Posição  |  |
| ---- | ------ | ----------- | ----- | -- | ---------------------- | --- | --- | --- | --- | --- | --- | --- | --- | --- | --- | --- | --- | --- | --- | --- | --- | --- | ------ | -------- |  |
|      |        |             |       |    |                        |     |     |     |     |     |     |     |     |     |     |     |     |     |     |     |     |     |        |          |  |
|      |        |             |       |    |                        | BRA | ARG | SMR | ESP | MON | CAN | FRA | GBR | GER | HUN | BEL | ITA | POR | EUR | PAC | JPN | AUS |        |          |  |
| 1995 | S951   | Ford ED8 V8 | G     | 11 | Domenico Schiattarella | Ret | 9   | Ret | 15  | DNS |     |     |     |     |     |     |     |     |     |     |     |     | 0      | NC (13°) |  |
| 1995 | S951   | Ford ED8 V8 | G     | 11 | Jos Verstappen         | Ret | Ret | Ret | 12  | DNS |     |     |     |     |     |     |     |     |     |     |     |     | 0      | NC (13°) |  |